# Aeroportul Regional Winslow-Lindbergh
Aeroportul Regional Winslow-Lindbergh (IATA: INW, ICAO: KINW, FAA LID: INW) este un aeroport din Arizona, Statele Unite ale Americii ce deservește zona Winslow⁠(d). A fost numit după zona deservită.
Situat la o altitudine de 1.506 m, aeroportul dispune de 2 piste.

## Infrastructură

### Piste
Aeroportul dispune de 2 piste. Pista 04/22 are suprafața de asfalt și dimensiunile 6.236 picioare × 75 picioare. Pista 11/29 are suprafața de asfalt și dimensiunile 7.100 picioare × 150 picioare. 